# باتريشيا بوروز
باتريشيا أ. بوروز جوميز (مواليد 1961) هي عالمة الزواحف الأمريكية. هي أستاذة علم الأحياء في جامعة بورتوريكو، حرم ريو بيدراس الجامعي، حيث تعمل باحثة رئيسة في مختبر علم البيئة للأمراض البرمائية، وهي متخصصه في ديناميات التجمعات البرمائية.

## النشأة والتعليم
تخرجت بوروز عام 1987 بدرجة الماجستير في علم البيئة والنظاميات من جامعة كانساس، وكانت أطروحة التخرج دراسة بيئية للغابة السحابية (باللاتينية: herpetofauna)‏ في جنوب كولومبيا. كذلك جمعت في عام 1986، جمعت بوروز وراعيها للدكتوراه ويليام إي دويلمان عينات من كولومبيا وشاركتا في كتاب بحث عن نوع جديد من الضفادع الجرابية (باللاتينية: Hylidae: Gastrotheca)‏ من جبال الأنديز في جنوب كولومبيا.  حصلت بوروز على درجة الدكتوراه في علم البيئة والنظاميات في عام 1997 في جامعة كانساس، وكانت أطروحتها عام 1997 بعنوان "البيولوجيا الإنجابية وعلم الوراثة السكانية للضفدع البورتوريكي (باللاتينية: Eleutherodactylus cooki)‏ الذي يعيش في الكهوف".

## مسيرتها المهنية والبحثية
في عام 2003 ، بدأت بوروز العمل مع البرمائيات في بورتوريكو وجمهورية الدومينيكان. كانت أستاذة في قسم علم الأحياء بجامعة بورتوريكو في كايي وهي حاليًا أستاذة علم الأحياء في جامعة بورتوريكو وتعمل باحثة رئيسة في مختبر علم البيئة للأمراض البرمائية في مبنى ريو بيدراس الجامعي، وهي متخصصه في ديناميات التجمعات البرمائية. في أبريل 2019، نشرت بوروز وفريق من الطلاب الباحثين دراسة في مجلة العلوم (بالإنجليزية: Science)‏ حول مجموعة من الفطريات تسببت في انخفاض كبير في أعداد ما لا يقل عن 501 نوعًا من البرمائيات.

## وصلات خارجية
- منشورات باتريشيا بوروز البحثية على موقع غوغل سكولار